# بوركارد زيسه
بوركارد زيسه (بالألمانية: Burkhard Ziese) (1 فبراير 1944 - 19 أبريل 2010) كان مدرب كرة قدم ألماني.
درب زيسه منتخبات السودان وتايلاند وباكستان وغانا وبرمودا وزامبيا ومالاوي دون تحقيق إنجاز يذكر.